# 죽양대로
죽양대로는 경기도의 중동부를 가로지르는 23.2km의 도로이다. 이름은 죽산면의 '죽'과 양지면의 '양'을 따와서 지었다.

## 노선
전 구간이 국도 제17호선에 속하기 때문에 이에 따른 표시는 하지 않음.
| 이름                                  | 접속 노선                                                                 | 소재지 | 소재지                        | 비고                           |
| ------------------------------------- | ------------------------------------------------------------------------- | ------ | ----------------------------- | ------------------------------ |
| 죽산 교차로 (죽산 사거리) (죽산1교)   | 국도 제17호선 (송문주로) 국도 제38호선 국가지원지방도 제70호선 (서동대로) | 안성시 | 죽산면                        | 국가지원지방도 제70호선과 중복 |
| 매산삼거리                            | 하구산길                                                                  | 안성시 | 죽산면                        | 국가지원지방도 제70호선과 중복 |
| (이름 없음)                           | 상구산길                                                                  | 안성시 | 죽산면                        | 국가지원지방도 제70호선과 중복 |
| 한평교                                |                                                                           | 안성시 | 죽산면                        | 국가지원지방도 제70호선과 중복 |
|                                       | 일죽면                                                                    | 안성시 |                               | 국가지원지방도 제70호선과 중복 |
| 방초교                                |                                                                           | 안성시 |                               | 국가지원지방도 제70호선과 중복 |
| 오방삼거리                            | 국가지원지방도 제70호선 (사실로)                                          | 안성시 |                               | 국가지원지방도 제70호선과 중복 |
| 방초 교차로                           | 오방길                                                                    | 안성시 |                               |                                |
| 고안 교차로                           | 고안로 고안로181번길                                                      | 용인시 | 처인구 백암면                 |                                |
| 백봉삼거리                            | 고안로51번길                                                              | 용인시 | 처인구 백암면                 | 상행 진출입만 가능             |
| 양양주유소앞삼거리 국민레미콘앞삼거리 |                                                                           | 용인시 | 처인구 백암면                 |                                |
| 백봉 교차로                           | 지방도 제318호선 (원설로)                                                 | 용인시 | 처인구 백암면                 |                                |
| 백암 교차로                           | 백암로                                                                    | 용인시 | 처인구 백암면                 | 상행 진입 불가 하행 진출 불가  |
| 원대교                                |                                                                           | 용인시 | 처인구 백암면                 |                                |
| 백암사거리                            | 박곡로 백원로                                                             | 용인시 | 처인구 백암면                 |                                |
| 근곡사거리                            | 지방도 제325호선 (덕평로) (백암로)                                        | 용인시 | 처인구 백암면                 |                                |
| 근곡삼거리                            | 죽양대로1342번길                                                          | 용인시 | 처인구 백암면                 |                                |
| 노동삼거리                            | 근곡로                                                                    | 용인시 | 처인구 백암면                 |                                |
| 태평촌입구삼거리                      | 석실로                                                                    | 용인시 | 처인구 백암면                 |                                |
| 두창삼거리                            | 두창로 석실로                                                             | 용인시 | 처인구 백암면                 |                                |
| 두창삼거리                            | 두창로 석실로                                                             | 용인시 | 처인구 원삼면                 |                                |
| 가재월사거리                          | 보개원삼로                                                                | 용인시 |                               |                                |
| 능안삼거리                            | 미평로                                                                    | 용인시 |                               |                                |
| 원삼사거리                            | 맹리로 죽양대로1763번길                                                   | 용인시 |                               |                                |
| 원삼 교차로                           | 좌전로                                                                    | 용인시 | 상행 진입 불가 하행 진출 불가 |                                |
| 평창사거리                            | 도창로 좌전로                                                             | 용인시 | 처인구 양지면                 |                                |
| 청소년수련원입구삼거리                | 죽양대로2071번길                                                          | 용인시 | 처인구 양지면                 |                                |
| 제일삼거리                            | 남평로                                                                    | 용인시 | 처인구 양지면                 |                                |
| 용구리고개                            |                                                                           | 용인시 | 처인구 양지면                 |                                |
| 제일사거리                            | 남평로                                                                    | 용인시 | 처인구 양지면                 |                                |
| 양지 나들목                           | 50호선 영동고속도로 국도 제42호선 (중부대로)                              | 용인시 | 처인구 양지면                 |                                |

## 주요시설
- 죽주산성휴게소 (죽양대로 115/매산리 420-2)
- 세븐일레븐 안성방초로드점 (죽양대로 500/방초리 868-1)
- GS칼텍스 삼보주유소 (죽양대로 505/방초리 866)
- CU 안성삼보점 (죽양대로 507/방초리 906-4)
- 삼보휴게소 (죽양대로 507/방초리 906-4)
- S-OIL 비룡주유소 (죽양대로 530/방초리 900-7)
- SK에너지 사우디주유소 (죽양대로 685/고안리 496-5)
- 세븐일레븐 용인백봉점 (죽양대로 798/백봉리 612-5)
- 이마트24 용인백봉점 (죽양대로 809/백봉리 600-2)
- SK에너지 백암약수점 (죽양대로 1172/백암리 252-5)
- S-OIL 천일주유소 (죽양대로 1579/미평리 2-2)